# 스마트 보팅
스마트 투표(러시아어: Умное голосование Umnoye golosovaniye[*])는 알렉세이 나발니 팀이 집권당인 통합 러시아당의 지역 및 연방 선거 득표를 막기 위해 제안한 전술 투표 전략이다. 스마트 투표의 목표는 나발니가 "사기꾼과 도둑의 당"이라고 부른 당에 반대하는 사람들의 표를 통합하는 것이다.

## 역사
2018년 11월 28일, 알렉세이 나발니는 스마트 투표 프로젝트를 시작했다. 처음에는 이 시스템이 주로 정치적으로 지배적인 통합 러시아당의 후보들이 2019년 9월 8일에 치러진 상트페테르부르크 주지사와 모스크바 시의회 선거에서 승리하지 못하도록 하는 것을 목표로 했다. 나발니는 이 전략을 다음과 같이 설명했다(러시아어 번역): "정당들은 통합 러시아에 맞서 단일 후보를 지명하는 것에 동의할 수 없다. 하지만 우리는 이것에 동의할 수 있다. 우리는 다르지만 하나의 정책을 가지고 있다. 즉, 통합 러시아의 독점에 반대한다. 나머지는 수학이다. 우리 모두가 현명하게 행동하고 가장 강력한 후보에게 투표한다면, 그가 승리할 것이고 통합 러시아는 패배할 것이다."

## 반응
정치 분석가 이반 볼샤코프와 블라디미르 페레발로프의 연구 논문에 따르면, 나발니의 스마트 투표 전략은 평균적으로 2019년 모스크바 시의회 선거에서 야당 후보들의 득표율을 5.6% 향상시켰다. 스마트 투표는 여러 후보의 승리에 결정적인 역할을 했지만, 거의 같은 수의 야당 대표들로부터 표를 빼앗기도 했다.
정치학자 아바스 갈랴모프에 따르면, 러시아 연방공산당의 러시아 여론 연구 센터의 2021년 러시아 의회선거 예측에서 통합 러시아에 대한 득표율은 상당히 과대평가되었고, 러시아 연방공산당에 대한 득표율은 상당히 과소평가되었다. 갈랴모프에게는 투표소에 나오는 사람들 중 26~27%만이 통합 러시아에 투표할 것이며, 스마트 투표는 여당에 상당한 타격을 줄 수 있는 도구이며, 그의 관점에서는 당국이 이를 공격하는 이유를 설명한다.

## 검열
2021년 9월, 국가 두마 선거 2주 전, 모스크바 중재 법원은 구글과 얀덱스가 스마트 투표 검색어에 대한 결과 목록을 생성하는 것을 금지하는 명령을 내렸다. 두 회사에 대한 소송은 농업 원자재 도매를 주 활동으로 하는 회사인 울인터트레이드(Woolintertrade)가 제기했다. 그해 여름 초, 이 회사는 러시아의 지적 재산권 담당 정부 기관인 로스파텐트로부터 스마트 투표 상표 등록 승인을 받았고, 그 후 상표권 보호를 위해 소송을 제기했다. 법원은 그 후 이 차단을 잠정 조치로 승인했다.
동시에, 러시아 대중 매체 감시, 통제 및 검열을 담당하는 러시아 연방 집행 기관인 로스콤나드조르는 스마트 투표 웹사이트가 "극단주의" 조직인 반부패 재단의 활동을 계속하는 데 사용되었다고 주장하며 접근을 제한했다. 로스콤나드조르는 또한 애플과 구글에게 스마트 투표 앱을 앱 스토어에서 제거하지 않을 경우 벌금형에 처해질 수 있다고 경고했으며, 앱을 차단하지 않는 것은 "러시아 선거에 대한 개입"으로 해석될 수 있다고 밝혔다. 9월 17일, 애플과 구글은 로스콤나드조르의 요구에 따라 앱 스토어에서 앱을 제거했다. 같은 날, 텔레그램 메신저는 스마트 투표 챗봇을 차단했다. 9월 15일, 규제 당국은 스마트 투표 지지 목록이 공개되었던 구글 문서도구를 일시적으로 차단했다. 나발니의 팀은 그 후 목록을 깃허브에 게시했다. 구글 문서도구와 유튜브는 9월 18일 로스콤나드조르의 요구에 따라 스마트 투표 목록을 삭제했다.